# Alan Vega
Alan Vega (* 23. Juni 1938 in Brooklyn, New York, USA als Boruch Alan Bermowitz; † 16. Juli 2016 in New York City) war der Sänger des No-Wave-Duos Suicide und hat außerdem zahlreiche Soloalben veröffentlicht. Vega war auch als Maler und Bildhauer tätig. Alan Vega war mit Liz Lamere verheiratet, die seit den 1990er-Jahren Keyboards und Gesang zu vielen Aufnahmen beisteuerte. Ihr gemeinsamer Sohn Dante Vega Lamere verwaltet inzwischen mit Liz Lamere das Erbe Alan Vegas.

## Biografie
Alan Bermowitz wuchs in Bensonhurst, Brooklyn auf. Bis zur Ankündigung des 70. Geburtstags seiner Aufnahmen im Jahr 2008 wurde Vega weithin als zehn Jahre jünger angesehen; das 2005 Buch Suicide: No Compromise nennt 1948 als sein Geburtsjahr und zitiert ein 1998 Interview, in dem Vega darüber redet, Elvis Presley auf der Ed Sullivan Show (1956) als „kleines Kind“ zu sehen. Ein Artikel in der Los Angeles Times von 1983 bezieht sich auf ihn als 35-Jährigen, und mehrere andere Quellen führen auch 1948 als sein Geburtsdatum an. Zwei Artikel von 2009 bestätigten sein Geburtsdatum 1938, eines in Le Monde über die Ausstellung in Lyon und eines in der Zeitschrift Rolling Stone. Vega behauptete auch lange, katholisch zu sein wegen der puerto-ricanischen Abstammung seiner Mutter. Obwohl Themen des Katholizismus in seinen Texten und seiner visuellen Kunst über die Jahre wichtig waren, gab er 2008 in einem Interview mit The Jewish Chronicle zu, dass er über seine eigene religiöse Erziehung gelogen habe, um „den Mythos anzuheizen“. 
Mitte der 1960er Jahre besuchte er das Brooklyn College, wo er unter Ad Reinhardt und Kurt Seligmann sowohl Physik als auch bildende Kunst studierte und 1967 seinen Abschluss machte. In den 1960er Jahren engagierte er sich bei der Art Workers 'Coalition, einer radikalen Künstlergruppe, die Museen belästigte und einst das Museum of Modern Art verbarrikadierte. 1969 ermöglichte die Finanzierung durch den New York State Council für die Künste die Gründung von MUSEUM: Ein Projekt lebender Künstler – eine von Künstlern geführte 24-Stunden-Multimedia-Galerie am 729 Broadway in Manhattan. Er selbst nannte sich Alan Suicide und absolvierte die Malerei zu Lichtskulpturen, von denen viele aus elektronischen Trümmern bestanden. Er erhielt eine Residency in der OK Harris Gallery in SoHo, wo er bis 1975 weiterhin ausstellte. Barbara Gladstone zeigte seine Arbeit bis weit in die 1980er Jahre.
Als The Stooges im August 1969 im New Yorker State Pavilion auftraten, war dies eine Offenbarung für Vega. 1966 traf er Martin Reverby und freundete sich mit ihm an. Gemeinsam begannen die beiden mit Musik zu experimentieren und gründeten zusammen mit dem Gitarristen Paul Liebgott die Band Suicide. Die Gruppe spielte zweimal im MUSEUM, bevor sie in die OK Harris Gallery wechselte. Er nannte sich „Nasty Cut“ und verwendete die Begriffe „Punk Music“ und „Punk Music Mass“ in Flugblättern, um ihre Musik zu beschreiben, die er aus einem Artikel von Lester Bangs übernommen hatte. 1971 verließ  Paul Liebgott die Band und Mari Reverby kam am Schlagzeug hinzu. Nachdem Bermowitz sich schließlich auf Alan Suicide als Arbeitsnamen festgelegt hatte, begannen sie, Musikveranstaltungen zu spielen. Suicide fuhr fort aufzutreten und schließlich internationale Anerkennung zu erreichen.
Im Jahr 1980 veröffentlichte Vega seinen gleichnamigen ersten Solo-Rekord. Es definierte den hektischen Rockabilly-Stil, den er in seinen Soloarbeiten für die nächsten Jahre verwenden würde, wobei der Song „Jukebox Babe“ in Frankreich zu einer Hit-Single wurde. Im Jahr 1985 veröffentlichte er das kommerziell rentable Just a Million Dreams, wurde aber von seinem Plattenlabel nach seiner Veröffentlichung fallengelassen. Das Album wurde ursprünglich von Ric Ocasek als Nachfolger des von der Kritik gefeierten Saturn Strip (1983) produziert, aber die Produktion wechselte zu Chris Lord-Alge und Vega geriet während der Aufnahmen in Schwierigkeiten. Das Album mied viele der experimentellen Eigenschaften von Vega zugunsten Power-Pop-Songs und er beklagte sich später: „Sie nahmen all meine Lieder und verwandelten sie in Gott weiß was.“ 
Vega tat sich Ende der achtziger Jahre zusammen mit Martin Rev und Ric Ocasek zusammen, um das dritte Suicide-Album A Way of Life (1988) zu produzieren und zu veröffentlichen. Der bildende Künstler Stefan Roloff produzierte ein Musikvideo für das Lied Dominic Christ, das von Wax Trax veröffentlicht wurde! Records and Suicide gingen nach Übersee, um das Album mit dem Lied „Surrender“ in Paris zu promoten, das im französischen Fernsehen ausgestrahlt wurde. Kurz darauf lernte Vega die zukünftige Ehefrau und Musikpartnerin Elizabeth Lamere kennen, während er Soundexperimente zusammenstellte, aus denen sich sein fünftes Soloalbum Deuce Avenue (1990) entwickeln sollte. Deuce Avenue markiert seine Rückkehr zu minimalistischer elektronischer Musik, ähnlich seiner Arbeit mit Suicide, in der er Drum Machines und Effekte mit freier Prosa kombinierte. In den nächsten zehn Jahren würde er mehrere Solo-Alben veröffentlichen und mit Suicide auftreten.
Der Kunsthändler Jeffrey Deitch hat ihn 2002 aufgespürt, nachdem ein paar seiner jungen Galerieangestellten über ein Suicidekonzert in der NYC Knitting Factory „geschwärmt“ hatten. Vega baute Collision Drive, eine Ausstellung von Skulpturen, die Licht mit gefundenen Objekten und Kruzifixen kombinieren. 
Vegas zehntes Soloalbum „Station“ wurde 2007 auf Blast First Records veröffentlicht und von seinen Kollegen als „sein härtester, schwerstes Album für eine ganze Weile beschrieben, alles selbst gespielt und produziert“. 2008 wurde das britische Label Blast gegründet First Petite veröffentlichte eine limitierte Edition von Suicide 6-CD Box und monatliche Tribut-Serie von 10"-Vinyl-EPs anlässlich des 70. Geburtstages von Alan Vega [18] Musiker, die an der Tribute-Serie beteiligt waren, darunter The Horrors, Lydia Lunch, Primal Scream und Miss Kittin. 
Im Jahr 2009, das Museum of Contemporary Art in Lyon, Frankreich, Infinite Mercy – eine große retrospektive Ausstellung von Vega Kunst, kuratiert von Mathieu Copeland. Dies beinhaltete die Vorführung von zwei kurzen Dokumentarfilmen: Alan Vega (2000) von Christian Eudeline und Autour d'Alan Vega (Extraits) (1998) von Hugues Peyret. 
Im Jahr 2012 erlitt Vega einen Schlaganfall. Das und Probleme mit seinen Knien führten dazu, dass er sich weniger auf Musik, sondern auf weniger körperlich anstrengende Kunst wie Malerei konzentrierte. Er fuhr fort, in der Innenstadt von New York City zu leben.
Im Jahr 2016 machte Vega eine kleine Rückkehr zur Musik, indem er Vocals zum Lied „Tangerine“ auf dem Album des französischen Pop-Veteranen-Sängers Christophe Les Vestiges du Chaos beitrug. 
Im Jahr 2017 wurde Alan Vegas letztes Album „IT“ posthum am 14. Juli auf Fader veröffentlicht. Das Album wurde von Alan Vega, Liz Lamere, Perkin Barnes und Jared Artaud von der New Yorker Band The Vacant Lots produziert. Das Albumcover und die inneren Hüllen waren mit Vegas Original-Artworks versehen. Zwei posthume Kunstshows „Dream Baby Dream“ in der Deitch Gallery und „Keep IT Alive“ bei Invisible-Exports zeigten Alan Vegas Arbeiten in New York City.

## Diskographie
- 1981: Alan Vega
- 1982: Collision Drive
- 1983: Saturn Strip
- 1985: Just a Million Dreams
- 1987: Suicide – A Way Of Live
- 1990: Deuce Avenue
- 1995: Power on to Zero Hour
- 1995: New Raceion
- 1996: Dujang Prang
- 1996: Cubist Blues (mit Alex Chilton und Ben Vaughn)
- 1998: Endless (mit Mika Vainio und Ilpo Väisänen)
- 1998: Righteous Lite™ (mit Stephen Lironi)
- 1999: 2007
- 2004: Resurrection River (mit Pan Sonic)
- 2007: Station
- 2017: IT